# سيدي خالد (ولاية سيدي بلعباس)
سيدي خالد، (بالإنجليزية: Sidi Khaled)‏، بلدية جزائرية في ولاية سيدي بلعباس شمال غرب الجزائر.

## وصلات أخرى

### وصلات داخلية
- ولاية سيدي بلعباس

### وصلات خارجية
- سيدي بلعباس أنفو

1. ↑  "معلومات عن سيدي خالد (ولاية سيدي بلعباس) على موقع id.loc.gov". id.loc.gov. مؤرشف من الأصل في 2019-12-08.